# Stratford St. Andrew
Stratford St. Andrew is een civil parish in het bestuurlijke gebied East Suffolk, in het Engelse graafschap Suffolk. In 2001 telde het dorp 171 inwoners.